# Strigi
Strigi — демон локального поиска, являющийся кроссплатформенным и независимым от рабочей среды. Разработка Strigi была начата Jos van den Oever. Цель Strigi заключается в том, чтобы быть быстрым, использовать малое количество оперативной памяти, и быть гибким, используя различные бэкенды и плагины. Тест производительности, проведённый в январе 2007 показал, что Strigi быстрее и использует меньше памяти, чем другие локальные поисковые системы, но при этом привносит много новых возможностей. Как и многие другие поисковые системы, Strigi может извлекать из файлов информацию, такую, как длина аудиофайла, содержимое документа, или разрешение картинки; многие типы файлов могут обрабатываться специальным плагином. Strigi использует собственную Jstream-систему, которая позволяет ему делать глубокую индексацию файлов. Strigi доступен через Konqueror, или после щелчка на его иконке в Kicker или gnome-panel. Графический интерфейс (GUI) для Strigi называется Strigiclient.

## Возможности
- SHA-1-хеширование файлов для нахождения дубликатов
- Strigi поддерживает индексацию простого текста, PDF, MP3, архивов, .deb и RPM пакетов, и OASIS OpenDocument документов
- Поддержка связи между демоном и клиентом при помощи D-Bus или сокета
- Малое потребление памяти
- Поддержка языка запросов Xesam
- Кроссплатформенность, на данный момент работает на Linux, Solaris, Mac OS X и Windows
- Подключаемые бэкэнды: Lucene, HyperEstraier, SQLite и Xapian
- Использование iNotify для слежения за изменениями в файловой системе.[4]
- Индексация может быть остановлена вручную, или будет остановлена автоматически при разрядке батареи ноутбука или окончании свободного места на диске,[7] также она работает в то время, когда процессор свободен.[5]

## Операционные системы и рабочие среды
KDE 4 использует Strigi как важный компонент новой технологии semantic desktop.
Strigi и NEPOMUK работают вместе, чтобы создать semantic desktop-поиск для KDE. NEPOMUK позволяет пользователю добавлять метаданные к файлам, которые Strigi будет использовать для обеспечения более качественного поиска. Разработчики также планируют добавить поддержку Sonnet, чтобы позволить пользователю производить поиск в документах, написанных на различных языках.
GNOME включает в себя опциональный апплет поиска файлов под названием Deskbar.